# Marmotten
Marmotten (Marmota) zijn een geslacht uit de familie van de eekhoorns (Sciuridae). De naam marmot wordt ook wel gebruikt voor de als huisdier veel gebruikelijkere cavia, maar dit knaagdier is geen marmot. Marmotten komen voor in Azië, Europa en Noord-Amerika.

## Soorten
Er worden 15 soorten in dit geslacht geplaatst:
- Marmota baibacina – Altaimarmot - Komt voor in het Altajgebergte en Tiensjangebergte.[2][3]
- Marmota bobak – Bobakmarmot - Komt voor in de steppegordel van Oekraïne tot Kazachstan.[4]
- Marmota broweri – Alaskamarmot - Komt voor in het noorden van Alaska.
- Marmota caligata – Grijze marmot of ijsgrauwe marmot - Komt voor in de Rocky Mountains.
- Marmota camtschatica – Kamtsjatkamarmot - Komt voor op Kamtsjatka.
- Marmota caudata – Langstaartmarmot - Komt voor in het Pamirgebergte, Tibet, Hindoekoesj en Kasjmir.
- Marmota flaviventris – Geelbuikmarmot - Komt voor in de staten Oregon en Californië in de Verenigde Staten.
- Marmota himalayana – Himalayamarmot - Komt voor in de Himalaya en het Tibetaans Plateau.[5]
- Marmota kastschenkoi – Komt voor in Rusland.
- Marmota marmota – Alpenmarmot of mormeldier - Komt voor in de Alpen, Zevenburgse Alpen, Jura, Vogezen, Centraal Massief, Zwarte Woud, Apennijnen en Hoge Tatra en is geherïntroduceerd in de Pyreneeën.[6]
- Marmota menzbieri – Menzbiermarmot - Komt voor in het westen van het Tiensjangebergte.
- Marmota monax – Bosmarmot - Komt voor van Alaska oostwaarts door Canada tot aan Labrador en in het oosten van Noord-Amerika zuidwaarts tot aan Georgia, Louisiana, Alabama en Arkansas. In het westen van de Verenigde Staten niet zuidelijker dan Idaho.
- Marmota olympus – Mount-Olympusmarmot - Komt voor op het schiereiland Olympic in de Amerikaanse staat Washington.
- Marmota sibirica – Tarbagan - Komt voor in het zuiden van Siberië in Transbaikalië en de republiek Toeva, delen van Mongolië en het noordoosten van China.[7]
- Marmota vancouveriensis – Vancouvermarmot - Komt voor op Vancouvereiland in de Canadese provincie Brits-Columbia.

## Uitgestorven soorten
- Marmota arizonae †
- Marmota minor †
- Marmota robusta †
- Marmota vetus †